# زائيف ليف
زائيف ليف (بالعبرية: זאב לב‏) (ولد باسم وليام لو) (25 أبريل 1922-3 أكتوبر 2004) فيزيائي إسرائيلي وباحث في التوراة ومؤسس كلية القدس للتكنولوجيا.
بعد أن تلقى تعليمه في أوروبا وكندا والولايات المتحدة، وفقد والديه وشقيقته في الهولوكوست، أصبح أحد العلماء والمعلمين البارزين في إسرائيل.
في عام 1962 وفي سن الأربعين حصل ليف على جائزة إسرائيل في العلوم الدقيقة.

## السنوات المبكرة
ولد ليف في فيينا لعائلة يهودية حسيدية. وفي عام 1934 انتقلت عائلته إلى مدينة برلين. وفي سن السادسة عشرة غادر ألمانيا للدراسة في مدرسة غيتسهيد اليهودية الدينية في إنجلترا، وبالتالي تجنب مصير جميع أفراد عائلته المباشرين.
وبعد أن قرر دخول العالم الأكاديمي بدلاً من أن يصبح حاخامًا مثل جده، حصل على منحة دراسية من جامعة كوينز في ولاية أونتاريو في كندا وتخرج منها بمرتبة الشرف. ثم حصل على درجتي الماجستير والدكتوراه من جامعة كولومبيا في مدينة نيويورك، حيث درس مع إيزيدور إسحاق رابي الحائز على جائزة نوبل الفيزياء في عام 1944 .
انتقل مع زوجته دفورا ليدر إلى إسرائيل في عام 1950، وعبرن اسمه فاتخذ اسم جده «زائيف» وغير اسمه الأخير إلى ليف. وليف هو ترجمة لاسمه الأصلي «ليو» في إشارة إلى أنه من نسل قبيلة ليفي.

## العمل في إسرائيل
عمل ليف محاضرا في علم الرنين شبه المغناطيسي في الجامعة العبرية في القدس. وأصبح خبيرًا عالميًا في هذا المجال، وأدت أبحاثه العلمية إلى تطوير أجهزة التصوير بالرنين المغناطيسي والميكروويف (MRI).
وفي عقد الستينات قرر زائيف ليف أن هناك احتياج إلى كلية في القدس تجمع بين الدراسة العلمية ودراسة التوراة. على الرغم من المقاومة التي لاقاها في البداية من بعض الحاخامات والمعلمين، نمت المؤسسة التي بدأها بسبعة طلاب في عام 1969 لتبلغ أكثر من 2000 من الطلاب المسجلين، لتصبح تلك الكلية واحدة من كليات الهندسة الأربع المعتمدة في إسرائيل.
قاد ليف تطوير كلية القدس للتكنولوجيا لمدة عشر سنوات، وبعد ذلك واصل القيام بالأبحاث والعمل الأكاديمي. شملت مقالاته العلمية التي نشرها موضوعات من بينها الفيزياء الذرية وموجات الاصطدام. كما نشر كتابات علمية أيضا متعلقة بالتوراة.

## الجوائز
- في عام 1962 وفي سن الأربعين حصل ليف على جائزة إسرائيل في العلوم الدقيقة. [2]

## إرثه
طورت كلية القدس للتكنولوجيا برامج خاصة لطلاب المدارس الثانوية، وأعضاء الجيش الإسرائيلي، والنساء اليهوديات من طائفة الأرثوذكس المتشددين، وأعضاء مجتمع المهاجرين الإثيوبيين. انضم العديد من خريجيها إى شركات التكنولوجيا الإسرائيلية.
أنجب ليف خمسة أطفال من زوجته الأولى. وبعد وفاة زوجته الأولى تزوج من سارة كاتسبورغ التي كانت هي نفسها أمًا لأربعة أطفال. في سنواته الأخيرة كرس ليف نفسه أيضًا لرسم وتجميع شجرة عائلة لعائلة ليف. وقد بدأت تلك الشجرة مع حياة جده الأكبر في بولندا خلال أوائل القرن التاسع عشر ونمت لتشمل ما يقرب من الألف فرد من نسله.
أصبح أحد أبنائه وهو ناحوم ليف ضابطًا رفيع المستوى في وحدة النخبة «سايرت ماتكال» في الجيش الإسرائيلي، وأول ضابط متدين ينضم لتلك الوحدة. وقاد عملية الكوماندوز لاغتيال خليل الوزير في تونس عام 1988. وتوفي ناحوم ليف في حادث مروري في أغسطس 2000. 